# Pyrausta aurantialis
Pyrausta aurantialis là một loài bướm đêm trong họ Crambidae.